# Viktor Apfelbeck
Viktor Apfelbeck, avstrijsko-jugoslovanski entomolog, * 18. april 1859, Eisenerz, † 1. maj 1934, Sarajevo.
Velja za pionirja entomoloških raziskav na Balkanu.

## Biografija
Apfelbeck je bil po izobrazbi inženir gozdarstva. Po službi v Ludbregu na današnjem Hrvaškem je leta 1887 prišel v Bosno in Hercegovino, kjer ga je regionalna avstro-ogrska vlada zaposlila kot gozdarskega strokovnjaka. Istega leta je odkril svoje prve jamske žuželke. Leta 1889 so ga postavili za kustosa entomološkega oddelka Deželnega muzeja Bosne in Hercegovine in na tem položaju je ostal do svoje upokojitve leta 1925. Po upokojitvi je nadaljeval z entomološkim delom vse do smrti.
Je prvi raziskovalec, ki je zbrani material shranjeval v Bosni in Hercegovini, z njegovim prihodom v Deželni muzej Bosne in Hercegovine pa se je začelo nastajanje znanstvenih zbirk in sistematsko proučevanje favne Bosne in Hercegovine. Njegovo življenjsko delo predstavlja entomološka zbirka Deželnega muzeja, ki šteje okrog 500.000 primerkov, nabranih v Bosni in Hercegovini, drugih delih Balkana in sveta. Zahvaljujoč njegovemu delu je bila entomološka zbirka Deželnega muzeja tedaj ena izmed največjih entomoloških zbirk na Balkanu in v Evropi. Opisal je 603 novih taksonov (5 rodov, 19 podrodov, 380 vrst, 158 podvrst, 26 varietet in 15 aberacij) ter objavil prek 100 znanstvenih del. Njegovo najpomembnejše delo je Fauna insectorum balcanica (6 zvezkov, 1894–1916). Leta 1904 je v Berlinu izšla njegova prva monografija o hroščih krešičih (Carabidae). Številna dela je objavil v Glasniku Deželnega muzeja Bosne in Hercegovine.
V svojih raziskavah žuželk je prehodil skoraj vso Bosno in Hercegovino ter sodeloval v entomoloških raziskavah v Bolgariji, Turčiji, Grčiji, Albaniji in Črni gori. Posebej obsežne raziskave jamske favne je izvajal v okolici Sarajeva, Višegrada, Fojnice in Konjica.
Na osnovi izsledkov Apfelbeckovih raziskav je regionalna vlada leta 1914 sprejela uredbo o zaščiti jam in jamske favne v Bosni in Hercegovini, kar velja za prvo bosansko-hercegovsko uredbo o varovanju narave.